# 찰스 그린 (육상 선수)

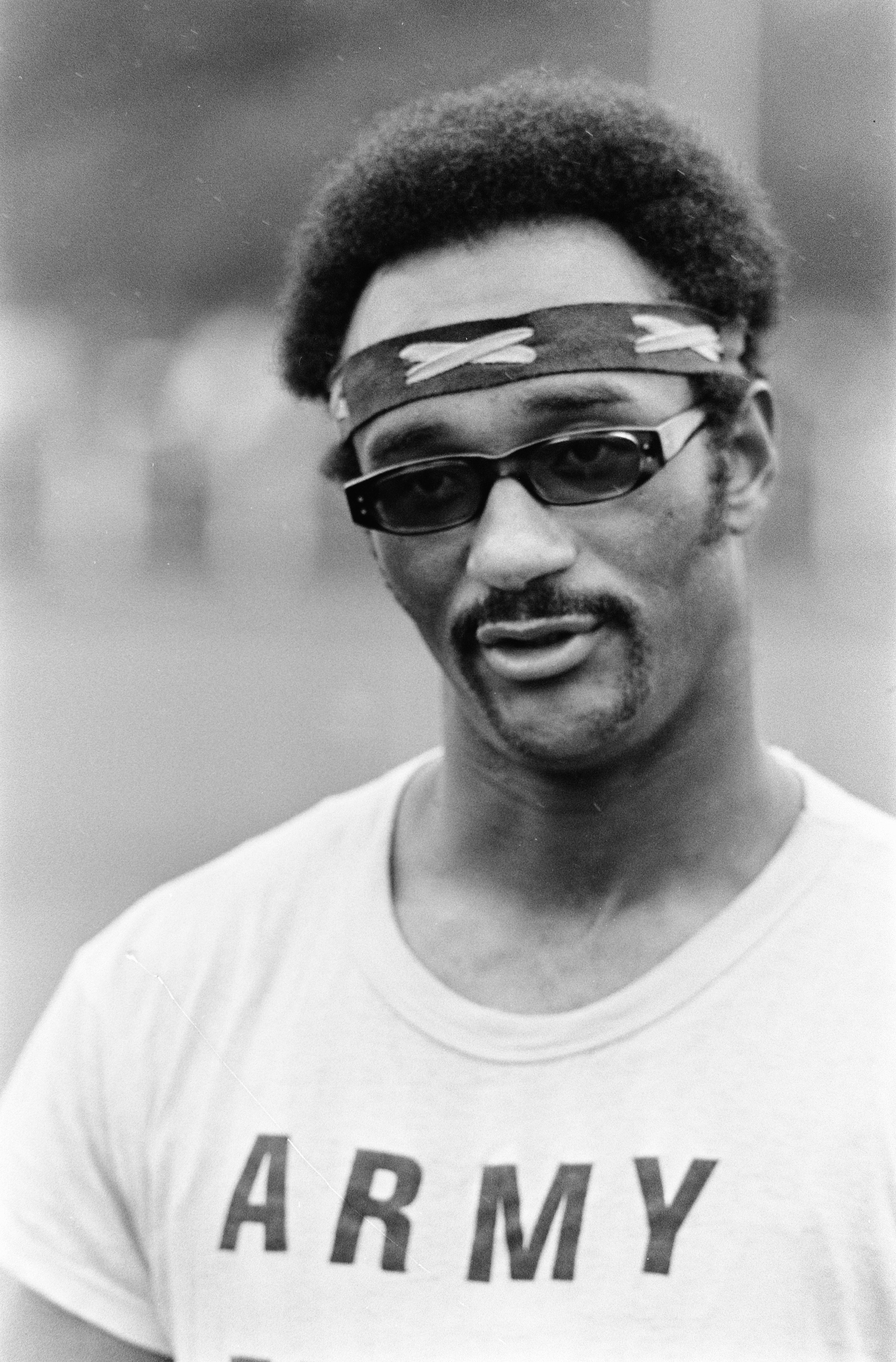
찰스 그린(1970년)

찰스 에드워드 그린(영어: Charles(Charlie) Edward Greene, 1945년 3월 21일~2022년 3월 14일)은 1968년 하계 올림픽 400m 릴레이에서 금메달을 따낸 미국의 육상 선수였다.
미국 아칸소주 파인 블러프에서 태어난 그린은 신장 173cm(5ft 8in), 체중69kg(152 lb) 체격에 1964년 하계 올림픽에 나갈 가능성이 있었으나 올림픽 선발에서 근육부상으로 인하여 6위에 오고 말았다.
그린은 1966년 아마추어 육상 연맹 선수권 대회에서 100 야드와 1968년 100m를 우승하였다. 1968년에 열린 아마추어 육상 연맹 선수권 대회에서 100m 세계 기록을 2번이나 깼다. 예선들에서 1위를 하면서 10.0초의 세계 기록을 균등하게 하였으며, 2번째 준결승전에서는 짐 하인스와 로니 레이 스미스가 이전의 경기에서 수립하였던 9.9초의 똑같은 시간을 뛰었다. 네브래스카 대학교의 학생으로서 그린은 1965년부터 1967년까지 미국 대학 체육 협회 선수권 대회에서 100 야드를 우승하여 세계 기록 9.1초를 일치시켰다.
멕시코시티 하계 올림픽에서 그린은 100m 결승전에서 자신의 오금의 건에 아픔을 늦게 느끼면서 3위에 오고 말았다. 부상에 불구하고 그는 미국의 400m 릴레이 팀을 승리로 이끌어 38.19초의 세계 신기록을 세웠다.
육상 선수의 경력에 이어 그린은 육군의 사관이 되어 웨스트포인트의 단거리 육상 감독과 전 육군 팀의 총감독을 지냈다. 육군에서 퇴역한 후 특별 올림픽 국제 회의 의장이 되었다.
2007년 링컨의 노스이스트 고등학교에서 단거리 육상 감독이 되었다.
2022년 3월 14일 미국 네브래스카주 링컨에서 76세 나이로 세상을 떠났다.